# (166229) Palanga
(166229) Palanga est un astéroïde de la ceinture principale.

## Description
(166229) Palanga est un astéroïde de la ceinture principale. Il fut découvert le 17 mars 2002 à Moletai par Kazimieras Černis. Il présente une orbite caractérisée par un demi-grand axe de 2,44 UA, une excentricité de 0,06 et une inclinaison de 6,3° par rapport à l'écliptique.

## Compléments